# 佐藤謙之輔

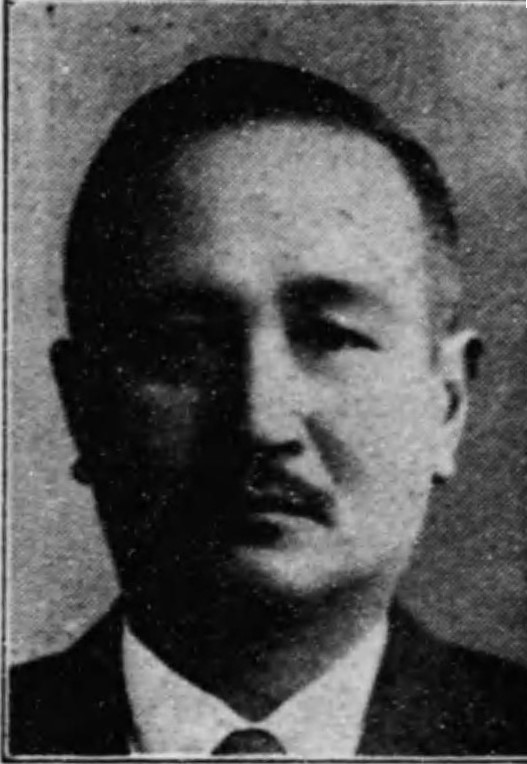
佐藤謙之輔

佐藤 謙之輔（さとう けんのすけ、1886年（明治19年）9月17日 - 1957年（昭和32年）11月15日）は、大正から昭和前期の実業家、政治家。衆議院議員。謙之助と表記する場合がある。

## 経歴
新潟県南蒲原郡小栗山村（新潟村、見附町を経て現見附市）で、旧家・佐藤宗弥の二男として生まれる。1913年（大正2年）東京帝国大学法科大学政治学科を卒業。1914年（大正3年）家督を相続した。
大学卒業後、新潟自動車商会に入り、その後、同社長となる。その他、相互信用無尽会社社長、新潟土地取締役、新潟建物取締役、新潟硫酸監査役、新潟新聞監査役、新潟銀行（現第四銀行）取締役、新潟港湾倉庫取締役、日本海倉庫取締役などを務めた。
政界では、新潟村会議員に就任。また、新潟県会議員に選出された。1930年（昭和5年）2月、第17回衆議院議員総選挙で新潟県第3区から立憲民政党公認で出馬して初当選。その後、第19回、第20回総選挙で再選され、衆議院議員を通算3期務めた。この間、第1次近衛内閣・商工参与官などを務めた。1942年（昭和17年）の第21回衆議院議員総選挙では大政翼賛会の推薦を受けたが次点で落選した。
戦後、公職追放となる。1951年（昭和26年）追放解除。
また、新潟村農会長、新潟県畜産組合連合会副会長、同家畜保険組合連合会長、新潟競馬倶楽部常務理事、帝国馬匹協会理事、日本競馬会評議員、日本中央馬事会理事なども務めた。

## 著作
- 『金の戦争』銀座書房〈戦時下国民読本 第1輯〉、1938年9月10日。NDLJP:1098185。